# Лисенко Дмитро Юрійович
Дмитро Юрійович Лисенко (нар. 10 травня 1981 р.) — український стрибун у воду, який брав участь у змаганнях із 3 м трампліна серед чоловіків на Олімпійських іграх у Сіднеї 2000, Олімпійських іграх в Афінах 2004 та Чемпіонаті світу в Мельбурні 2007. Він не пройшов кваліфікацію у 2000 році, але отримав 11-ту позицію у 2004 році та 9-ту у 2007 році.
Після завершення спортивної кар'єри очолив Донецьку обласну громадську організацію «Федерація зі стрибків у воду».